# Харкнесс, Дебора
Дебора Харкнесс (англ. Deborah Harkness, род. 1965) — американский историк, специалист по истории науки, писательница.

## Биография
В 1990 году получила степень магистра искусств в Северо-Западном университете. В 1994 году получила степень доктора философии в Калифорнийском университете в Дейвисе, также училась в Оксфордском университете. С 1997 доцент в Калифорнийском университете в Дейвисе. С 2007 года профессор в Университете Южной Калифорнии. Специализируется на истории науки, алхимии, культуре елизаветинского времени. Автор двух монографий. В 2011 году опубликовала роман «Открытие ведьм», ставший первым в трилогии; за ним последовали два продолжения — «Тень ночи» (2012) и «Книга жизни» (2014). «Открытие ведьм» и «Тень ночи» стали бестселлерами «Нью-Йорк таймс». По первому роману трилогии в 2018 году был снят одноимённый телесериал — Открытие ведьм.

### Серия «Все Души»
- A Discovery of Witches. — New York: Viking, 2011. — ISBN 9780670022410.
  - Русский перевод: Харкнесс Д. Манускрипт всевластия / пер. Н. И. Виленской. М., 2013 (Астрель); ISBN 978-5-271-44599-6; Харкнесс Д. Открытие ведьм / пер. Н. И. Виленской. СПб, 2018 (Азбука) ISBN 978-5-389-12415-8
- Shadow of Night (неопр.). — New York: Viking, 2012. — ISBN 9780670023486. (July 10, 2012 in the US and the UK)
  - Русский перевод: Харкнесс Д. Тень ночи / пер. И. Иванова. СПб, 2018 ISBN 978-5-389-13807-0
- The Book of Life (неопр.). — New York: Viking, 2014. — ISBN 9780525427223.

#### Спин-офф серии
- Time’s Convert. New York: Viking. 2018. ISBN 978-0399564512.

### Научные монографии
- John Dee's Conversations with Angels: Cabala, Alchemy, and the End of Nature (англ.). — Cambridge, U.K.: Cambridge University Press, 1999. — ISBN 9780521622288.
- Harkness, Deborah E. The Jewel house of art and nature: Elizabethan London and the social foundations of the scientific revolution (англ.). — New Haven: Yale University Press, 2007. — ISBN 9780300111965.